# Phanerotoma gijswijti
Phanerotoma gijswijti är en stekelart som beskrevs av Van Achterberg 1990. Phanerotoma gijswijti ingår i släktet Phanerotoma och familjen bracksteklar. Inga underarter finns listade i Catalogue of Life.